# 南太田駅
南太田駅（みなみおおたえき）は、神奈川県横浜市南区南太田一丁目にある、京浜急行電鉄本線の駅である。駅番号はKK41。

## 歴史
- 1930年（昭和5年）4月1日 - 開業。
- 1987年（昭和62年）12月13日 - 通過線が完成し、優等列車の通過待ちが可能になる[1]。それまでは相対式ホーム2面2線の構造であった。
- 1998年（平成10年）1月15日 - 浦賀発品川行上り普通（4両編成）が、雪の影響から所定の停止位置より27mオーバーランして安全側線の車止めに衝突、1両目が脱線する事故が発生。

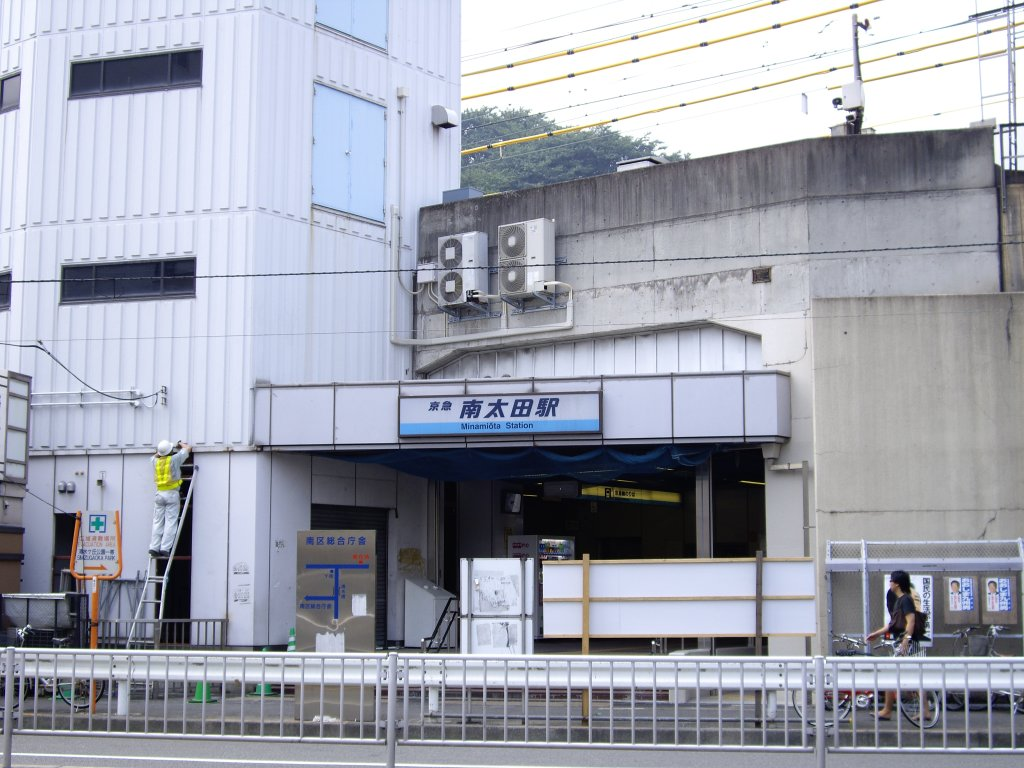
駅名標更新前（2007年7月26日）

### 駅名の由来
駅所在地の南太田に由来する。
元来この地域は久良岐郡太田村と称していたが、1889年に戸太村大字太田となった。そして1901年に横浜市に編入された際、既に関内地区に太田町が存在しており、同地より南部に位置することから南太田町になった。

## 駅構造
6両編成対応の相対式ホーム2面4線を有する高架駅。中央2線は通過線で、副本線にホームがある逸見駅と同様の新幹線型の配線である。このため、上下線とも優等列車の通過待ちが頻繁に行われる。構内の配線の関係上、ホームには電子電鈴装置がある。安全側線があり、通過線にも出発信号機が設置されている。なお、2011年9月23日のダイヤ変更で当駅での日中の普通の快特待避はなくなったが、2012年10月21日のダイヤ改正で再びエアポート急行と快特の待避が行われている。このため、日中の普通列車は上下線とも当駅で6分ほど停車する。上りは横浜駅を越えた先の神奈川新町駅まで待避ができない。
ホーム有効長は6両であるが、待避設備は8両まで対応している。
ホームの黄金町寄りにエレベーターが設置されている。

### のりば
| 番線   | 路線   | 方向 | 軌道   | 行先                 |
| ------ | ------ | ---- | ------ | -------------------- |
| 1      | 本線   | 下り | 副本線 | 上大岡・三浦海岸方面 |
| 通過線 | □ 本線 | 下り | 通過線 | （下り列車の通過）   |
| 通過線 | □ 本線 | 上り | 通過線 | （上り列車の通過）   |
| 2      | 本線   | 上り | 副本線 | 横浜・品川方面       |

※ 当駅の通過線・副本線は原則として以下の通り使い分けられている。
〔通過線〕
 □モーニング・ウィング号・□京急ウィング号・■快特・■特急・■急行が使用する。
〔副本線〕
 ■普通が使用する。また、回送などが通過待ちのために使用することがある。

## 利用状況
横浜市統計書によると2022年度の1日平均乗降人員は15,994人（乗車人員：8,055人、降車人員：7,939人）である。
2020年度の1日平均乗降人員は14,059人であり、京急線全72駅中38位。
近年の1日平均乗降人員と乗車人員の推移は下表の通り。
| 年度               | 1日平均 乗降人員 | 1日平均 乗車人員 | 出典     |
| ------------------ | ---------------- | ---------------- | -------- |
| 1980年（昭和55年） |                  | 7,548            |          |
| 1981年（昭和56年） |                  | 7,515            |          |
| 1982年（昭和57年） |                  | 7,490            |          |
| 1983年（昭和58年） |                  | 7,495            |          |
| 1984年（昭和59年） |                  | 7,595            |          |
| 1985年（昭和60年） |                  | 7,545            |          |
| 1986年（昭和61年） |                  | 7,732            |          |
| 1987年（昭和62年） |                  | 7,675            |          |
| 1988年（昭和63年） |                  | 7,885            |          |
| 1989年（平成元年） |                  | 8,085            |          |
| 1990年（平成02年） |                  | 8,679            |          |
| 1991年（平成03年） |                  | 8,527            |          |
| 1992年（平成04年） |                  | 7,737            |          |
| 1993年（平成05年） |                  | 7,690            |          |
| 1994年（平成06年） |                  | 7,625            |          |
| 1995年（平成07年） |                  | 7,598            | [ * 1 ]  |
| 1996年（平成08年） |                  | 7,233            |          |
| 1997年（平成09年） |                  | 7,052            |          |
| 1998年（平成10年） |                  | 7,044            | [ * 2 ]  |
| 1999年（平成11年） |                  | 7,058            | [ * 3 ]  |
| 2000年（平成12年） | 14,588           | 7,318            | [ * 3 ]  |
| 2001年（平成13年） | 14,873           | 7,486            | [ * 4 ]  |
| 2002年（平成14年） | 15,132           | 7,636            | [ * 5 ]  |
| 2003年（平成15年） | 15,440           | 7,709            | [ * 6 ]  |
| 2004年（平成16年） | 16,193           | 8,117            | [ * 7 ]  |
| 2005年（平成17年） | 16,552           | 8,315            | [ * 8 ]  |
| 2006年（平成18年） | 16,826           | 8,451            | [ * 9 ]  |
| 2007年（平成19年） | 16,998           | 8,518            | [ * 10 ] |
| 2008年（平成20年） | 17,158           | 8,591            | [ * 11 ] |
| 2009年（平成21年） | 17,112           | 8,576            | [ * 12 ] |
| 2010年（平成22年） | 17,276           | 8,652            | [ * 13 ] |
| 2011年（平成23年） | 17,205           | 8,599            | [ * 14 ] |
| 2012年（平成24年） | 17,278           | 8,651            | [ * 15 ] |
| 2013年（平成25年） | 17,298           | 8,649            | [ * 16 ] |
| 2014年（平成26年） | 16,974           | 8,489            | [ * 17 ] |
| 2015年（平成27年） | 17,237           | 8,597            | [ * 18 ] |
| 2016年（平成28年） | 17,482           | 8,736            | [ * 19 ] |
| 2017年（平成29年） | 17,625           | 8,806            | [ * 20 ] |
| 2018年（平成30年） | 17,699           | 8,848            | [ * 21 ] |
| 2019年（令和元年） | 17,523           | 8,731            | [ * 22 ] |
| 2020年（令和02年） | 14,059           | 7,028            |          |

## 駅周辺
- 横浜市立南太田小学校
- 横浜市立横浜商業高等学校
- 神奈川県立横浜清陵総合高等学校
- 横浜南太田郵便局
- 横浜宿町郵便局
- 吉野町市民プラザ
- 南地区センター
- 大岡川
- 清水ヶ丘公園
- 蒔田公園
- 常照寺
- ドンドン商店街
- Fuji 横浜南店
- ハックドラッグ 横浜南太田店
- 鎌倉街道
- 花之木出入口（首都高速神奈川3号狩場線）

## バス路線
神奈中バス・横浜市営バス・相鉄バスにより以下の路線が運行されている。
| 乗場         | 系統       | 経由                         | 行先                    | 事業者     | 備考       |
| 南太田駅前   | 南太田駅前 | 南太田駅前                   | 南太田駅前              | 南太田駅前 | 南太田駅前 |
| ------------ | ---------- | ---------------------------- | ----------------------- | ---------- | ---------- |
| 南側         | 横43・横44 | 羽衣町・桜木町駅             | 横浜駅東口              | ●神奈中    |            |
| 南側         | 戸45       | 南区総合庁舎前・羽衣町       | 桜木町駅                | ●神奈中    |            |
| 北側         | 横43       | 国道平戸                     | 戸塚駅東口              | ●神奈中    |            |
| 北側         | 横44・戸45 | こども医療センター・国道平戸 | 戸塚駅東口              | ●神奈中    |            |
| 前里町四丁目 |            |                              |                         |            |            |
| 1            | 156        |                              | 桜木町駅 パシフィコ横浜 | ●市営      |            |
| 1            | 旭4・浜4   | 羽衣町                       | 桜木町駅                | ●相鉄      |            |
| 2            | 浜4        | 元久保町                     | 横浜駅西口              | ●相鉄      |            |
| 2            | 旭4        | 保土ケ谷駅東口               | 美立橋                  | ●相鉄      |            |
| 2            | 156        | 吉野町駅前                   | 滝頭                    | ●市営      |            |

## 隣の駅
京浜急行電鉄
 本線
■快特・■特急・■急行
通過
■普通
黄金町駅 (KK40) - 南太田駅 (KK41) - 井土ヶ谷駅 (KK42)